# 1942 (비디오 게임)
《1942》는 캡콤에서 제작, 1984년에 출시한 아케이드 게임으로, 제2차 세계 대전을 테마로 한 종스크롤 슈팅 게임이다. 캐치프레이즈는 “루프 비행으로 에이스를 노려라!!”이다.
일본에서 만들어진 비디오 게임이지만, 플레이어 기체는 연합군 전투기이다.

## 개발
본작의 제작자의 혼자서 있는 오카모토 요시키(전 캡콤 전무이사, 현 주식회사 게임 리퍼블릭 대표이사)가, 게임센터 CX에 출연했을 때의 크리에이터 인터뷰로 이하와 같은 제작 시의 에피소드를 말했다.
공중회전 시스템에 대해
타사의 게임에서 플레이어가 핀치에 빠졌을 때의 어떻게도 할 수 없는 상황이 싫고, 그 불만을 해소할 수 있도록 「나라면 이렇게 한다」라는 발상을 바탕으로 도입했다.
사이드 파이터
당시의 오카모토 자신이 너무 게임을 플레이하고 있는 것도 아니고, 유명한 남코의 게임 정도밖에 몰랐던 것으로 인해, 「갤라가」의 듀얼 파이터 기능을 참고해 도입했다.
Pow와 미7
당시 창업 얼마 되지 않은 캡콘을 재빨리 플레이어에 넓게 인지시키기 위해서, 몇 개의 공통된 캐릭터를 모든 게임에 등장시키려는 상표 설정 전략으로서 초기의 캡콘의 게임에는 「Pow」와「미 7」이 사용되고 있었다.
아야코(亞也虎)
당시 캡콤에 재적하고 있던 모리야스야자라고 하는 여성의 사운드 스태프의 이름에서 유래. 그녀의 체격이 컸던 일로부터 「큰 것 낼까」(이)라고 하는 발상의 바탕으로 탄생했다. 이후 19 시리즈의 대부분에 등장하는 정평 캐릭터가 되었다. 또한 그 디자인은 모든 작품으로 다르다.

## 이식
- 1985년 - 패밀리 컴퓨터　당시의 다른 캡콘 작품과 같이, 본작의 이식을 할 수 있어도 미묘했다.그래픽의 재현도도 낮고(예：배경의 섬의 주위가, 블록장에 동일한 칼라가 되어 있는, 등 ), 깜박거림도 일어나, 소리도 헤로헤로.게다가 본작에서는 「쇼트 버튼을 눌러도, 총알의 발사음만이 나와 자기로부터 총알이 발사되지 않는다」(이것은, 그 시점에서 화면에 표시되고 있는 자기의 탄수에 관계없이 일어난다) 현상도 발생한다.
- 1987년 - PC-8801mk2SR, X1, FM-7, MSX2 (아스키)
- 1998년 - 플레이스테이션/세가 새턴　「캡콘 제너레이션 제 1집격추왕의 시대」에 수록.내용은 거의, 아케이드판에 충실.
- 2000년 - 게임보이 칼라(일본외만 발매)
- 2002년 - 휴대 어플리(i, S!, EZ)
- 2006년 - 플레이스테이션 2, 플레이스테이션 포터블( 「카프콘크라식스코레크션」에 수록)
- 2008년 - 엑스박스 360, 플레이스테이션 3 풀 다각형 리메이크 때문에, 엄밀하게는 이식은 아니다.자세한 것은1942: Joint Strike를 참조.일본에서의 발매는 미정.
- 2010년 - iOS(아이폰/iPod touch향해 어플리) 「캡콘 아케이드」에 수록.소프트 자체는 무료 전달로 게임내에서 배포의 프리 티켓을 사용해 플레이. 별도로 게임 단체를 350엔으로 구입도 할 수 있다. Wii의 버추얼 콘솔 아케이드에서 전달 개시(요점 800Wii 포인트).

## 평가
| 평가                               |       |
| ---------------------------------- | ----- |
| 평론 점수 평론사 점수 올게임 [ 1 ] |       |
| 평론 점수                          |       |
| 평론사                             | 점수  |
| 올게임                             | [ 1 ] |